# Al di là dell'amore
Al di là dell'amore è un singolo del cantautore italiano Brunori Sas, pubblicato il 19 settembre 2019 come primo estratto dal quinto album in studio Cip!.

## Descrizione
Il brano, scritto insieme ad Antonio Di Martino, in arte Dimartino, è dedicato alla politica.

## Video musicale
Il video musicale è stato pubblicato il 27 settembre 2019 attraverso il canale YouTube del cantautore.

## Successo commerciale
In Italia è stato il 92º singolo più trasmesso dalle radio nel 2019.

## Classifiche
| Classifica (2019) | Posizione massima |
| ----------------- | ----------------- |
| Italia            | 90                |